# ビルディバイド
『ビルディバイド』（BUILD DIVIDE）は、日本のトレーディングカードゲーム、およびそれを原作としたテレビアニメ。
アニプレックス初となるトレーディングカードゲームとオリジナルアニメーションの連動プロジェクト。トレーディングカードゲームは2021年10月よりリリース。

## ストーリー
ARインフラが整備された街「新京都」。そこではカードゲーム「ビルディバイド」によってあらゆる優劣が決定される社会が成立していた。ビルディバイドの成績によって地位や居住さえもが決定されるこの社会において、人々は街を支配する「王」への挑戦権を勝ち取り、自らの願いを勝ち取るため、カードバトル「リビルドバトル」に参加していく。
路地裏で悪漢に追われていた少女晩華桜良は記憶喪失の少年蔵部照人と出会い、ともにリビルドへの参加を決意。照人も記憶の中に眠る王との戦いの意思が呼び覚まされる。幾つかのリビルドバトルを経て照人は棟梨ひよりや円城直光といったプレイヤーと巡り合い、そこで新京都以外の世界が存在しないことを知る。その一方で、照人が新京都へと舞い戻った事を知った王キッカは彼の元へ出向き、ビルディバイドの実力差を見せる。この戦いを通じて照人の中に記憶が呼び覚まされたことや、かつての知人との再会からキッカ（菊花）が自身の妹であり、幼少期に彼女がビルディバイドの実力で自分を追い抜いた事から関係に亀裂が入った事、そして二人が両親の都合で離別していた事を知る。一方で、王への挑戦権を得てキッカとの戦いに望んだ桜良は敗北し消滅。これを追いかけた照人はキッカとの決戦に挑む。
照人はかつての戦いで一度は王に勝利したあと、その見返りに自身が過ごしていた新京都の世界が仮想現実であり、他の人間も含めて機械が見せる夢の環境で暮らしていた事を明かされていた。そしてリビルドバトルはビルディバイド能力の高いプレイヤーを王という名目でメインCPUとして選別する戦いであり、その座に就いたものは命が削られてしまう運命を知る事となった。一度は現実世界に目覚めた照人は現在の王 (CPU) として犠牲になっている妹を救うために再び仮想現実に戻る決心をするものの、その際に記憶を失い新京都に辿り着いていたのだった。また、桜良の正体は王となりCPUに組み込まれたキッカが照人と過ごすために作り上げた存在だった。そして、これらの裏側では新京都と王のシステムに携わる樋熊万里生が何らかの目的のために暗躍していた。
記憶を取り戻した照人は妹キッカと向き合い、戦いに勝利する。しかし、新京都のシステムはCPUとしてキッカを逃すまいと手を伸ばし、照人はその身代わりとして吸い込まれていく。そして崩壊する戦場から脱出したひよりは、様変わりした新京都を目にするのだった。

## 登場人物
蔵部 照人（くらべ てると）
声 - 上村祐翔、藤原夏海（幼少期）
本作の主人公。エースとテリトリーは黒の「ブルーム」を使用する。
記憶をほとんど失っており、王を倒すことのみを唯一覚えている。パンを好物としている。学生だが、学校にはあまり通っていない。
悪漢に絡まれた晩華桜良を救ったことから彼女と出会った。常に全賭けな戦闘スタイルを持つ。方向音痴の疑いがあるとみられているが、本人は認めていない。

晩華 桜良（ばんか さくら）
声 - 渡部紗弓
マフラーを常に巻いている、謎の多い少女。エースとテリトリーは青の「アイオラ」を使用する。
どうしても叶えたいという願いを持っており、自身の代わりとしてリビルドバトルに参加できる人々を探している。
照人に悪漢に絡まれたところを救われたことをきっかけに、彼にビルディバイドを教えていく。星を好物としており、「キラキラ星」をよく口ずさんでいる。
叶えたい願いは自分の体を取り戻すこと。

棟梨 ひより（むねなし ひより）
声 - 古賀葵
新京都における外周部、貧しい地域で生まれた少女。エースとテリトリーは白の「ダグラーク」を使用する。
辛い過去に諦めず、明るく快活な性格。幼少期から苦労し、その境遇を変えようとするためにリビルドバトルに参加することになった。

キッカ / 蔵部 菊花（くらべ きっか）
声 - 芹澤優
現在の「王」である少女。エースとテリトリーは白の「マルグレア」を使用する。
当初は出自を含め謎に包まれており、照人に対しては強い執着を見せていた。

円城 直光（えんじょう なおみつ）
声 - 田丸篤志
エースとテリトリーは赤の「ライオネル」を使用する。
性格は優しく、正義感に溢れている。辛い物を苦手としている。
新京都の現状を憂い、それを変えようとするためにリビルドバトルに参加することになった。それに組織で参戦する集団を追いかけるといった、独自の行動も見られている。

樋熊万里生
声 - 関俊彦
王の側近をしている男。

石乃目巽
声 - 松風雅也
新京都タワーに住んでいる謎の人物。

凛風
声 - 白砂沙帆
王に仕えている少女。

皆口 あまね
声 - 阿澄佳奈
照人の学校の教師。

## テレビアニメ
第1期は『ビルディバイド -#000000-』（ビルディバイド コードブラック）のタイトルで、2021年10月から12月までTOKYO MXほかにて放送された。
第2期は『ビルディバイド -#FFFFFF-』（ビルディバイド コードホワイト）と改題し、2022年4月から6月までTOKYO MXほかにて放送された。

### スタッフ
- 原案 - 河本ほむら、武野光[9][8]
- 監督・キャラクター原案 - 駒田由貴[9][8]
- シリーズ構成 - 冨田頼子[9][8]
- キャラクターデザイン - 友岡新平[9][8]
- 美術原案・プロップデザイン - ツブキケン
- 美術監督 - 田尻健一
- 美術設定 - 田尻健一、石田喬子（第8話 - 第12話）
- 色彩設計 - 大西峰代
- 撮影監督 - 西村徹也
- 編集 - 長谷川舞
- 音響監督 - 岩浪美和[9][8]
- 音楽 - 井内啓二、東大路憲太[9][8]
- 音楽プロデューサー - 山内真治
- プロデューサー - 中山信宏
- アニメーションプロデューサー - 山本航
- アニメーション制作 - ライデンフィルム[9][8]
- 音楽制作・製作 - アニプレックス

### 主題歌
「BANG!!!」
EGOISTによる第1期オープニングテーマ。作詞はryo（supercell）、作曲・編曲はGiga。
「不可逆的な命の肖像」
眩暈SIRENによる第1期エンディングテーマ。作詞は京寺、作曲はオオサワレイ、作曲・編曲は眩暈SIREN。
「Gold」
EGOISTによる第2期オープニングテーマ。作詞はryo（supercell）、作曲・編曲はTeddyLoidとGiga。
「A Shout Of Triumph」
Who-ya Extendedによる第2期エンディングテーマ。作詞・作曲・編曲はWho-ya Extended。
「Re：Painted」
Who-ya Extendedによる第2期第12話エンディングテーマ。作詞・作曲・編曲はWho-ya Extended。
「ポイズン☆SUMMER!!!」
巳春ぺあ（夏吉ゆうこ）による挿入歌。作詞・作曲・編曲はmustie=DC。

### 各話リスト
| 話数  | サブタイトル             | 脚本              | 絵コンテ                     | 演出            | 作画監督 | アクション・エフェクト 作画監督 | 総作画監督               | 初放送日        |       |       |       |       |       |       |       |       |       |       |       |       |       |       |       |       |
| 第1期 | 第1期                    | 第1期             | 第1期                        | 第1期           | 第1期 | 第1期                           | 第1期                    | 第1期           | 第1期 | 第1期 | 第1期 | 第1期 | 第1期 | 第1期 | 第1期 | 第1期 | 第1期 | 第1期 | 第1期 | 第1期 | 第1期 | 第1期 | 第1期 | 第1期 |
| ----- | ------------------------ | ----------------- | ---------------------------- | --------------- | --- | ------------------------------- | ------------------------ | --------------- | ----- | ----- | ----- | ----- | ----- | ----- | ----- | ----- | ----- | ----- | ----- | ----- | ----- | ----- | ----- | ----- |
| #01   | 星に願いを               | 冨田頼子          | 駒田由貴                     | 加藤大志        | 柑原豆真 伊藤大翼 古谷梨絵 ツブキケン                                                                                      | 菊地勝則                        | 友岡新平                 | 2021年 10月10日 |       |       |       |       |       |       |       |       |       |       |       |       |       |       |       |       |
| #02   | ひとりぼっちのひなどり   | 亜田井            | 西田正義 駒田由貴            | 半田大貴        | 藤田正幸 井元一彰 成松義人 吉田肇 小林ゆかり                                                                               | 菊地勝則                        | 友岡新平                 | 10月17日        |       |       |       |       |       |       |       |       |       |       |       |       |       |       |       |       |
| #03   | か-ける思い              | 枦山大            | 西片康人                     | 西片康人        | 中村和代 佐々木彩香 山村俊了 木下裕孝 梅田香 高橋香織 泉坂つかさ 内野明雄 片田敬信 黒澤浩美                                | 菊地勝則                        | 大下久馬                 | 10月24日        |       |       |       |       |       |       |       |       |       |       |       |       |       |       |       |       |
| #04   | 花に嵐                   | 冨田頼子          | 坂田純一                     | 川奈可奈        | 吉田伊久雄 神垣弥生 福島豊明 大原大 江藤大気                                                                               | -                               | 柑原豆真                 | 10月31日        |       |       |       |       |       |       |       |       |       |       |       |       |       |       |       |       |
| #05   | ケーキと釣り針           | 亜田井            | 寺東克己                     | 渡辺正彦        | 浜田勝 興村忠美 内野明雄 木下裕孝 大下久馬 大原大 無錫旭陽動画制作有限会社 無錫市優利動画                                  | -                               | 柑原豆真                 | 11月7日         |       |       |       |       |       |       |       |       |       |       |       |       |       |       |       |       |
| #06   | 光の道                   | 枦山大            | 西田正義 駒田由貴            | 冬月ハナビ      | 内野明雄 坪田慎太郎 佐野陽子 小林ゆかり 木下裕孝                                                                           | 菊地勝則                        | 柑原豆真                 | 11月14日        |       |       |       |       |       |       |       |       |       |       |       |       |       |       |       |       |
| #07   | Ah! Vous dirai-je, Mer   | 亜田井            | 半田大貴                     | 半田大貴        | 佐々木彩香 古谷梨絵 成松義人 藤田正幸 吉田肇 黒澤浩美                                                                      | 菊地勝則                        | 友岡新平                 | 11月21日        |       |       |       |       |       |       |       |       |       |       |       |       |       |       |       |       |
| #08   | 埋められた追憶           | 枦山大 冨田頼子   | 青柳隆平                     | 友田康          | 井元一彰 伊藤悠太 大原大 中村和代 福島豊明 梅田香 片田敬信                                                                 | 菊地勝則                        | 伊藤大翼 大下久馬        | 11月28日        |       |       |       |       |       |       |       |       |       |       |       |       |       |       |       |       |
| #09   | 星を掴む人               | 高木聖子          | 室谷靖 駒田由貴              | 高山秀樹        | 西川真人 櫻井拓郎 青野厚司 4tune シード リバイバル 薮本陽輔 木下裕孝 吉田伊久雄 梅田香 ユキシズク 神垣弥生 片田敬信        | 菊地勝則                        | 森田実                   | 12月5日         |       |       |       |       |       |       |       |       |       |       |       |       |       |       |       |       |
| #10   | 願い事                   | 高木聖子          | 加藤大志 駒田由貴            | 加藤大志        | 佐々木彩香 佐野陽子 木下裕孝 森田実 山村俊了 内野明雄 黒澤浩美                                                             | 菊地勝則                        | 柑原豆真                 | 12月12日        |       |       |       |       |       |       |       |       |       |       |       |       |       |       |       |       |
| #11   | 裏と表                   | 冨田頼子          | 頂真司                       | 渡辺正彦        | 浜田勝 無錫旭陽動画制作有限会社 無錫市優利動画                                                                             | 菊地勝則                        | 柑原豆真                 | 12月19日        |       |       |       |       |       |       |       |       |       |       |       |       |       |       |       |       |
| #12   | 道の果て                 | 冨田頼子          | 頂真司                       | 有冨興二        | 伊藤悠太 藤田正幸 福島豊明 古谷梨絵 吉田肇                                                                                 | 菊地勝則                        | 大下久馬 伊藤大翼 森田実 | 12月26日        |       |       |       |       |       |       |       |       |       |       |       |       |       |       |       |       |
| 第2期 |                          |                   |                              |                 | |                                 |                          |                 |       |       |       |       |       |       |       |       |       |       |       |       |       |       |       |       |
| #13   | No Rain, No Rainbow      | 亜田井 冨田頼子   | 頂真司                       | 友田康          | 松本淑恵 吉田伊久雄 木下裕孝 神垣弥生 佐野陽子 ツブキケン 片田敬信 黒澤浩美                                                | 菊地勝則                        | 友岡新平                 | 2022年 4月3日   |       |       |       |       |       |       |       |       |       |       |       |       |       |       |       |       |
| #14   | 交差点                   | 高木聖子          | 鈴木正男                     | 渡辺正彦        | 奥村忠美 浜田勝 樋口純一 小野晃 旭陽動画 李慶 優利動画 revival 片田敬信 梅田香 鈴木彩子 柑原豆真 松本淑恵 なまためやすひろ | 菊地勝則                        | 森田実 本田敬一          | 4月10日         |       |       |       |       |       |       |       |       |       |       |       |       |       |       |       |       |
| #15   | 花と鳥                   | 冨田頼子          | 横手颯太                     | 横手颯太        | 井元一彰 江藤大気 大原大 成松義人 中村和代 堀光明                                                                          | 菊地勝則                        | 伊藤大翼 大下久馬        | 4月17日         |       |       |       |       |       |       |       |       |       |       |       |       |       |       |       |       |
| #16   | もう一人の私へ           | 枦山大 冨田頼子   | 頂真司                       | 前園文夫        | 福島豊明 山村俊了 佐々木彩香                                                                                               | 菊地勝則                        | 薮本陽輔                 | 4月24日         |       |       |       |       |       |       |       |       |       |       |       |       |       |       |       |       |
| #17   | 絆                       | 枦山大 冨田頼子   | 頂真司                       | 有冨興二        | 伊藤悠太 大下久馬 藤田正幸 ユキシズク 中井恵巳 梅田香 黒澤浩美                                                             | 菊地勝則                        | 柑原豆真                 | 5月1日          |       |       |       |       |       |       |       |       |       |       |       |       |       |       |       |       |
| #18   | 星空の上で               | 亜田井            | 頂真司                       | 半田大貴        | 木下裕孝 大原大 神垣弥生 古谷梨絵 吉田伊久雄 梅田香 片田敬信                                                               | 菊地勝則                        | 森田実                   | 5月15日         |       |       |       |       |       |       |       |       |       |       |       |       |       |       |       |       |
| #19   | 来訪者                   | 高木聖子          | 西澤晋 駒田由貴              | 渡辺正彦        | 浜田勝 興村忠美 飯飼一幸 神垣弥生 吉田伊久雄                                                                               | 菊地勝則                        | 柑原豆真                 | 5月22日         |       |       |       |       |       |       |       |       |       |       |       |       |       |       |       |       |
| #20   | 割れる世界               | 枦山大            | 友田康                       | 友田康          | 佐野陽子 井元一彰 江藤大気 福島豊明 成松義人 藤田正幸 大下久馬 今里佳子 繁田亨 梅田香 黒澤浩美                             | 菊地勝則 橋本敬史               | 森田実 柑原豆真 伊藤大翼 | 5月29日         |       |       |       |       |       |       |       |       |       |       |       |       |       |       |       |       |
| #21   | 前後際断                 | 高木聖子 冨田頼子 | 黒田健司                     | 板庇迪          | 前原薫 吉岡勝 小川一郎 なまためやすひろ 若山政志 中村和代 繁田亨 鎌田均 森田実 後藤孝宏 森悦史 大原大 斉藤茉利 高岡淳一    | 菊地勝則                        | -                        | 6月5日          |       |       |       |       |       |       |       |       |       |       |       |       |       |       |       |       |
| #22   | 選択                     | 亜田井            | 西片康人                     | 西片康人        | 浦島美紀 福島豊明 内藤伊之介 小澤円 本田敬一 江藤大気 佐野陽子 藤田正幸 吉岡勝 若山政志 岡田豊広 神垣弥生                  | 菊地勝則                        | 柑原豆真                 | 6月12日         |       |       |       |       |       |       |       |       |       |       |       |       |       |       |       |       |
| #23   | 無窮の願い               | 冨田頼子          | 鈴木正男                     | 有冨興二        | 古谷梨絵 大原大 内野明雄 吉田伊久雄 神垣弥生 佐野陽子 江藤大気 伊藤悠太 井元一彰 黒澤浩美                                  | 菊地勝則                        | -                        | 6月19日         |       |       |       |       |       |       |       |       |       |       |       |       |       |       |       |       |
| #24   | 春のとまりを知る人ぞなき | 冨田頼子          | 鈴木正男 ツブキケン 駒田由貴 | 友田康 駒田由貴 | 伊藤大翼 森田実 大下久馬 柑原豆真 高岡淳一 本田敬一 吉田伊久雄 佐野陽子 中村和代                                           | 菊地勝則                        | 友岡新平                 | 6月26日         |       |       |       |       |       |       |       |       |       |       |       |       |       |       |       |       |

### 放送局
| 放送期間                      | 放送時間                     | 放送局       | 対象地域       | 備考                      |
| ----------------------------- | ---------------------------- | ------------ | -------------- | ------------------------- |
| 2021年10月10日 - 12月26日     | 日曜 0:30 - 1:00（土曜深夜） | TOKYO MX     | 東京都         | MXのアニメ                |
|                               |                              | とちぎテレビ | 栃木県         |                           |
|                               |                              | 群馬テレビ   | 群馬県         |                           |
|                               |                              | BS11         | 日本全域       | BS放送 / 『ANIME+』枠     |
|                               | 日曜 2:05 - 2:35（土曜深夜） | テレビ新潟   | 新潟県         |                           |
|                               | 日曜 2:08 - 2:38（土曜深夜） | 毎日放送     | 近畿広域圏     | 『アニメシャワー』第1部   |
|                               | 日曜 21:00 - 21:30           | AT-X         | 日本全域       | CS放送 / リピート放送あり |
| 2021年10月11日 - 12月27日     | 月曜 1:50 - 2:20（日曜深夜） | 福岡放送     | 福岡県         |                           |
| 2021年10月14日 - 12月30日     | 木曜 1:50 - 2:20（水曜深夜） | テレビ静岡   | 静岡県         |                           |
| 2021年10月15日 - 12月31日     | 金曜 1:29 - 1:59（木曜深夜） | 札幌テレビ   | 北海道         |                           |
|                               | 金曜 2:07 - 2:37（木曜深夜） | 中京テレビ   | 中京広域圏     |                           |
| 2021年10月16日 - 2022年1月8日 | 土曜 1:55 - 2:25（金曜深夜） | RSK山陽放送  | 岡山県・香川県 |                           |
|                               |                              | 中国放送     | 広島県         |                           |
|                               | 土曜 1:59 - 2:29（金曜深夜） | ミヤギテレビ | 宮城県         |                           |

| 配信開始日     | 配信時間                     | 配信サイト |
| -------------- | ---------------------------- | --- |
| 2021年10月10日 | 日曜 0:30 - 1:00（土曜深夜） | ABEMA |
| 2021年10月12日 | 火曜 12:00 更新              | dアニメストア （本店・for Prime Video・ニコニコ支店） バンダイチャンネル Hulu Amazon Prime Video U-NEXT アニメ放題 FOD GYAO! ニコニコチャンネル TELASA J:COMオンデマンド auスマートパスプレミアム みるプラス見放題プライム ひかりTV ビデオマーケット music.jp DMM.com TVer MBS動画イズム |
|                | 火曜 23:30 - 水曜 0:00       | ニコニコ生放送 |

| 放送期間               | 放送時間                     | 放送局       | 対象地域       | 備考                                                                                     |
| ---------------------- | ---------------------------- | ------------ | -------------- | ---------------------------------------------------------------------------------------- |
| 2022年4月3日 - 6月26日 | 日曜 0:30 - 1:00（土曜深夜） | TOKYO MX     | 東京都         |                                                                                          |
|                        |                              | とちぎテレビ | 栃木県         |                                                                                          |
|                        |                              | 群馬テレビ   | 群馬県         |                                                                                          |
|                        |                              | BS11         | 日本全域       | BS放送 / 『ANIME+』枠                                                                    |
|                        | 日曜 1:25 - 1:55（土曜深夜） | テレビ新潟   | 新潟県         |                                                                                          |
|                        | 日曜 1:55 - 2:25（土曜深夜） | 中京テレビ   | 中京広域圏     |                                                                                          |
| 2022年4月3日 - 6月29日 | 日曜 2:08 - 2:38（土曜深夜） | 毎日放送     | 近畿広域圏     | 『アニメシャワー』第1部 最終話のみ水曜 2:30 - 3:00（火曜深夜・『アニメ特区』枠）にて放送 |
| 2022年4月4日 - 6月27日 | 月曜 1:50 - 2:20（日曜深夜） | 福岡放送     | 福岡県         |                                                                                          |
| 2022年4月7日 - 6月30日 | 木曜 1:50 - 2:20（水曜深夜） | テレビ静岡   | 静岡県         |                                                                                          |
|                        | 木曜 22:30 - 23:00           | AT-X         | 日本全域       | CS放送 / 字幕放送 / リピート放送あり                                                     |
| 2022年4月8日 - 7月1日  | 金曜 2:04 - 2:34（木曜深夜） | 札幌テレビ   | 北海道         |                                                                                          |
| 2022年4月9日 - 7月2日  | 土曜 1:55 - 2:25（金曜深夜） | 中国放送     | 広島県         |                                                                                          |
|                        |                              | RSK山陽放送  | 岡山県・香川県 |                                                                                          |
|                        | 土曜 1:59 - 2:29（金曜深夜） | ミヤギテレビ | 宮城県         |                                                                                          |

| 配信開始日   | 配信時間                     | 配信サイト |
| ------------ | ---------------------------- | --- |
| 2022年4月2日 | 日曜 0:30 - 1:00（土曜深夜） | ABEMA |
| 2022年4月5日 | 火曜 12:00 更新              | dアニメストア（本店・for Prime Video・ニコニコ支店） バンダイチャンネル Hulu Amazon Prime Video U-NEXT アニメ放題 FOD GYAO! ニコニコチャンネル ひかりTV ビデオマーケット music.jp DMM.com TVer MBS動画イズム |
|              | 火曜 23:30 - 水曜 0:00       | ニコニコ生放送 |
| 2022年4月6日 | 水曜 0:00（火曜深夜） 更新   | TELASA J:COMオンデマンド auスマートパスプレミアム milplus |

### BD / DVD
| 巻 | 発売日        | 収録話         | 規格品番     | 規格品番     |
| 巻 | 発売日        | 収録話         | BD限定版     | DVD限定版    |
| -- | ------------- | -------------- | ------------ | ------------ |
| 1  | 2022年1月26日 | 第1話 - 第4話  | ANZX-15401/2 | ANZB-15401/2 |
| 2  | 2022年2月23日 | 第5話 - 第8話  | ANZX-15403/4 | ANZB-15403/4 |
| 3  | 2022年3月30日 | 第9話 - 第12話 | ANZX-15405/6 | ANZB-15405/6 |

| 巻 | 発売日        | 収録話          | 規格品番     | 規格品番     |
| 巻 | 発売日        | 収録話          | BD限定版     | DVD限定版    |
| -- | ------------- | --------------- | ------------ | ------------ |
| 1  | 2022年7月27日 | 第13話 - 第16話 | ANZX-15421/2 | ANZB-15421/2 |
| 2  | 2022年8月31日 | 第17話 - 第20話 | ANZX-15423/4 | ANZB-15423/4 |
| 3  | 2022年9月28日 | 第21話 - 第24話 | ANZX-15425/6 | ANZB-15425/6 |

### Webラジオ
2021年10月7日より音泉にて隔週木曜19時に『ビルディバイド -#Radio-』が配信。パーソナリティは初回から第9回までが蔵部照人役の上村祐翔と晩華桜良役の渡部紗弓。第10回以降は棟梨ひより役の古賀葵と蔵部菊花役の芹澤優が交代で務める。